# Bucks Fizz
Bucks Fizz est un groupe de pop rock anglais. Il a été formé pour participer à l'Eurovision 1981, qu'il a remporté avec le morceau Making Your Mind Up. Ils ont une carrière assez importante en Grande-Bretagne.

## Biographie
Les premiers membres sont Jay Aston, Cheryl Baker, Bobby G (ou Gee, en réalité Gubby) et Mike Nolan, tout comme le modèle Abba : deux hommes, deux femmes. Déjà expérimentés, ils sont réunis par l’équipe de producteurs et compositeurs Nicola Martin et Andy Hill. Le groupe tire vite profit du succès de Making Your Mind Up, leur premier numéro 1 au hit parade du Royaume-Uni, en 1981, suivi de trois autres tubes la même année dont Land of Make Believe ainsi que leur album éponyme. En 1982, ils ont un dernier titre classé numéro 1, My Camera Never Lies, sortent moins de 45 tours, et font plus de tournées. Ils auront un dernier grand succès en 1986, A New Beginning (Mamba Seyra), ainsi que quelques succès d’estime en 1988.
En décembre 1984 le bus de la tournée est impliqué dans un accident et Mike Nolan est gravement blessé. En 1985, Jay Aston quitte le groupe et est remplacée par Shelley Preston. Cette dernière part en 1989 et le groupe décide de continuer en tant que trio. Cheryl Baker travaille avec succès pour la télévision et les quitte en 1993, deux autres femmes arrivent Heidi Manton et Amanda Szwarc. Mike Nolan part en 1996 et David Van Day, ex-membre de Dollar, le remplace un temps avant que ne lui succèdent Graham Crisp et ensuite Wayne Chinnery. Gee épouse Heidi Manton en 1999. Amanda Szwarc est successivement remplacée par Louise Hart et Nikki Winters.
Après quelques batailles juridiques autour du droit d’emprunt du nom Bucks Fizz, les membres originaux du groupe, y compris Jay Aston se sont réconciliés et font une apparition dans une vidéo pour le single 2007 du Comic Relief.

## The Fizz
En décembre 2004, G, Nolan, Baker et Preston se reforment brièvement, après 15 ans d'inactivité, pour le Here and Now Tour. Pour se distinguer du groupe de G, ils se rebaptisent The Original Bucks Fizz.
En avril 2009, Preston quitte The Original Bucks Fizz. Peu après, ils annoncent l'arrivée de Jay Aston aux côtés de Baker et Nolan pour quelques concerts — ses premiers depuis 1985 au sein des Bucks Fizz,. En octobre 2009, cette formation embarque pour sa première tournée dans dix différents endroits du pays. Le groupe sort son premier single le 24 mai 2010, qui est une reprise de I Hear Talk.
Une mini-tournée spéciale 30 ans est organisée en mai 2011, puis un grand concert se déroule au London Palladium le 11 juillet 2011.
Une entente entre The Original Bucks Fizz et Bobby G prend place le 15 juillet 2011,.
Le 1er avril 2016, le groupe, incluant McVay, joue au London Hippodrome pour célébrer les 35 ans après avoir gagné l'Eurovision.
En juin 2018, Aston est diagnostiquée d'un cancer de la bouche, et se fait opérer en juillet pour remplacer sa langue. Baker et Nolan sont opérés ensemble.

## Discographie

### Albums studio
- 1981 : Bucks Fizz
- 1982 : Are You Ready
- 1983 : Hand Cut
- 1983 : Greatest Hits
- 1984 : I Hear Talk
- 1986 : Writing On The Wall
- 1986 : The Story So Far
- 1989 : Live At Fairfield Halls
- 1994 : The Best of Bucks Fizz
- 2005 : The Ultimate Anthology
- 2005 : Legends
- 2006 : The Lost Masters

### Singles
- 1981 : Making Your Mind Up
- 1981 : Piece of the Action
- 1981 : One of Those Nights
- 1981 : The Land Of Make Believe
- 1982 : My Camera Never Lies
- 1982 : Now Those Days Are Gone
- 1982 : Are You Ready
- 1982 : Easy Love
- 1982 : If You Can't Stand The Heat
- 1983 : Run for Your Life
- 1983 : When We Were Young
- 1983 : London Town
- 1983 : Rules of the Game
- 1984 : Talking In Your Sleep
- 1984 : Golden Days
- 1984 : I Hear Talk
- 1985 : You And Your Heart So Blue
- 1985 : Magical
- 1986 : New Beginning
- 1986 : Love The One You're With
- 1986 : Keep Each Other Warm
- 1988 : Heart of Stone (en)
- 1989 : You Love, Love
- 1991 : The Land of Make Believe